# Chick Webb
Pour les articles homonymes, voir Webb.
William Henry Webb, surnommé “Chick” Webb, batteur et chef d'orchestre américain (Baltimore, 10 février 1905 - 16 juin 1939).

## Biographie
William Henry Webb naît le 10 février 1902 ou 1909 à Baltimore dans le Maryland, ou en 1905, les sources divergent.
Dès l'âge de 3 ans il tapait sur toutes sortes d'ustensiles afin de satisfaire son gout du rythme. À 9 ans, il vend des journaux et à 11 ans il tient pour la première fois la batterie dans un orchestre sur un bateau dans la baie de Sheapshead. Vers 1924-1925 il part tenter sa chance à New York avec le guitariste John Trueheart qui deviendra membre de son orchestre. Après avoir remplacé un soir au pied levé un batteur absent, il acquiert très vite la notoriété auprès des musiciens par ses dons innés.
À partir de 1930, il se produit régulièrement avec son orchestre au Savoy Ballroom de Harlem. C'est notamment dans cet orchestre qu'Ella Fitzgerald fit ses débuts en 1935 avant d'en prendre la direction à sa mort.
Il meurt des suites du mal de Pott (tuberculose osseuse) le 16 juin 1939.
Chick Web repose à l'Arbutus Memorial Park, d'Arbutus dans le Maryland.
Chick Webb a été un des importants batteurs du Jazz qui a influencé Louis Bellson ou Buddy Rich. 

## Discographie
Enregistrements :
- Blue Lou (1934) ;
- Stompin at the Savoy 1934
- Don't be that way 1934
- Vote for Mr rhythm 1936
- Strictly jive 1937
- I want to be happy 1937
- Claps hands!Here comes Charlie (1937) ;
- Harlem Congo (1937) ;
- Liza (1938).
- My wild Irish rose 1939

Citation : « Chick Webb installait le meilleur tempo pour ses musiciens et les danseurs et, en dépit de ses infirmités, déployait un jeu puissant, dominant la masse sonore qu'il soutenait avec une poigne souple, mariant avec habileté les sonorités de ses caisses et cymbales pour souligner les nuances de l'orchestration et soulever l'enthousiasme en ouvrant les vannes du swing » (Frank Ténot).